# Ernest Callot

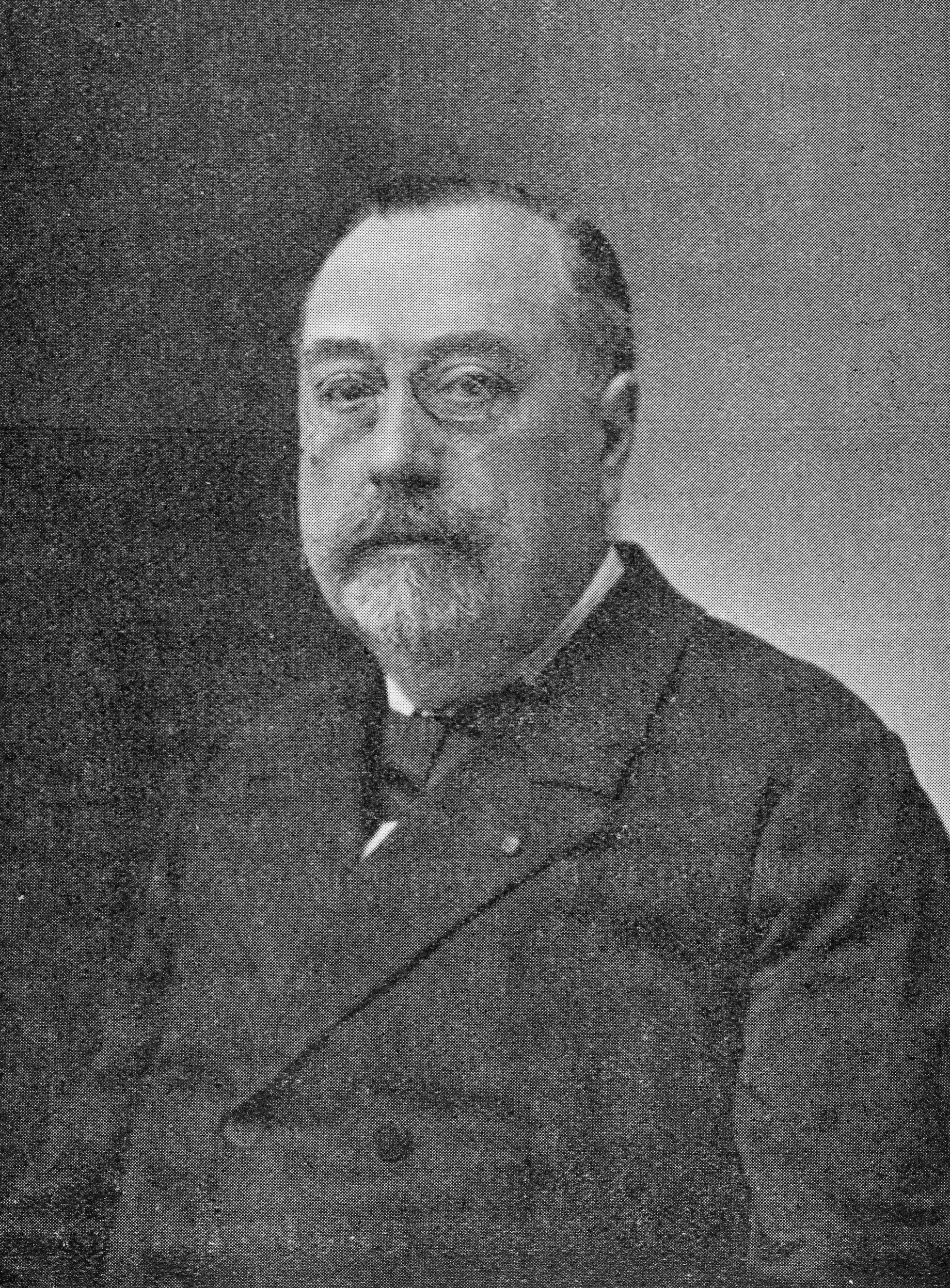
Ernest Callot

Félix Ernest Callot (* 9. April 1840 in La Rochelle; † 29. Dezember 1912 in Paris) Gründungsmitglied des Internationalen Olympischen Komitees (1894–1912) und Sportfunktionär in einer Vielzahl von französischen Sportvereinen und -verbänden. 

## Leben
Callot erhielt eine klassische Ausbildung und hatte eine Reputation als Übersetzer für Griechisch und Latein. Er übersetzte u. a. die sieben Tragödien des  Sophokles.  Er war der Direktor (1870–1883) der Société des archives historiques de la Saintonge et de l'Aunis an der französischen Atlantikküste, bevor er Ministerialbeamter wurde, und Mitglied der prestigeträchtigen Association française pour l'avancement des sciences. Er war Vorsitzender des Turnvereins von La Rochelle (La Rochellèse),  Präsident des französischen Turnverbandes  ‘‘Union des Sociétés de Gymnastique de France‘‘ (1879–1880), Mitglied des Komitees zur Wiederbelebung der Leibesübungen (1888) und Schatzmeister des Sportverbandes Union des sociétés françaises de sports athlétiques. Pierre de Coubertin lehnte das (deutsche) Turnen wegen seines Drills und der nicht auf individuelle Spitzenleistungen ausgerichteten Methodik entschieden ab.  Da sich Callot nach kurzer Zeit als Verbandspräsident gegen Turnen und für den Wettkampfsport in der USFSA entschieden hatte, entsprach dies den Vorstellungen Coubertins. In seiner Eigenschaft als Ministerialbeamter half er Coubertin den Weg in den Sport zu ebnen, half den Gründungskongress des IOC zu organisieren (für den er eine Ode gedichtet hatte, die er vortrug), brachte den Griechen Dimitrios Vikelas, den er in seiner Eigenschaft als Übersetzer kannte, in das IOC und überzeugte ihn, der erste IOC-Präsident zu werden, mit Coubertin als Generalsekretär und ihm selbst als Schatzmeister (1894–1908).